# 에르자어
에르자어(Erzya)는 모르도바 공화국의 북쪽과 동쪽에서 쓰이는 모르도바어의 일종이다. 그 화자를 에르자인이라 한다. 모르도비야 바깥에도 사용자가 약간 거주한다. 에르자어는 키릴 문자를 쓰고 모르도바 공화국에서 러시아어, 목샤어과 함께 공용어로 지정되어 있다.

## 문자
А/а, Б/б, В/в, Г/г, Д/д, Е/е, Ё/ё, Ж/ж, З/з, И/и, Й/й, К/к, Л/л, М/м, Н/н, О/о, П/п, Р/р, С/с, Т/т, У/у, Ф/ф, Х/х, Ц/ц, Ч/ч, Ш/ш, Щ/щ, Ъ/ъ, Ы/ы, Ь/ь, Э/э, Ю/ю, Я/я